# جورج هوف
جورج هوف (بالإنجليزية: George Huff)‏ هو مغني أمريكي، ولد في 4 نوفمبر 1980 في نيو أورلينز في الولايات المتحدة.

## وصلات خارجية
- جورج هوف على موقع IMDb (الإنجليزية)
- جورج هوف على موقع ميوزك برينز (الإنجليزية)
- جورج هوف على موقع ديسكوغز (الإنجليزية)
- جورج هوف على موقع قاعدة بيانات الفيلم (الإنجليزية)